# Kjetil Knutsen
Kjetil Knutsen (Arna, 1968. október 2. –) norvég labdarúgóedző, jelenleg a Bodø/Glimt vezetőedzője.

## Pályafutása
Knutsen az ifjúsági pályafutása alatt az Brann csapatában játszott.
1995-ben kezdte el a edzőségét a Hovdingnál, ahol először az utánpótlást, majd az első csapatot edzette. Knutsen az itt töltött kilenc éve alatt két divízióval juttatta feljebb a klubot. 2012-ben egy szezon erejéig a Fyllingsdalennél, majd 2014 és 2016 között az Åsanenél töltötte be a vezetőedzői pozíciót. Miután Knutsent elbocsátották vezetőedzői posztjáról az Åsanetól, segédedzőként csatlakozott a Bodø/Glimthez Aasmund Bjørkan vezetőedzősége idején. 2018-ban a klub vezetőedzőjévé vált, miután Bjørkan sportigazgató lett. 2017-ben a Bodø/Glimt segédedzője volt. A 2019-es szezont a második helyen zárták a Molde után, amely teljesítményével megkapta az Év Edzője díjat. A 2020-as szezonban megszerezte a klub első bajnoki címét, majd 2021-ben a másodikat.

## Edzői statisztika
2024. szeptember 1. szerint
| Csapat     | Nemzet   | –tól            | –ig         | Mérkőzések | Mérkőzések | Mérkőzések | Mérkőzések | Mérkőzések |
| Csapat     | Nemzet   | –tól            | –ig         | M          | Gy         | V          | D          | Gy %       |
| ---------- | -------- | --------------- | ----------- | ---------- | ---------- | ---------- | ---------- | ---------- |
| Bodø/Glimt | Norvégia | 2018. január 1. | Jelenleg is | 288        | 172        | 61         | 55         | 59,7       |
| Összesen   | Összesen | Összesen        | Összesen    | 288        | 172        | 61         | 55         | 59,7       |

## Sikerei, díjai
Bodø/Glimt
- Eliteserien
  - Bajnok (3): 2020, 2021, 2023
  - Ezüstérmes (1): 2022

- Eliteserien – Az év edzője: 2019, 2020, 2021

## Fordítás
Ez a szócikk részben vagy egészben  a   Kjetil Knutsen című angol Wikipédia-szócikk fordításán alapul.  Az eredeti cikk szerkesztőit annak laptörténete sorolja fel. Ez a jelzés csupán a megfogalmazás eredetét és a szerzői jogokat jelzi, nem szolgál a cikkben szereplő információk forrásmegjelöléseként.